# 玄壇

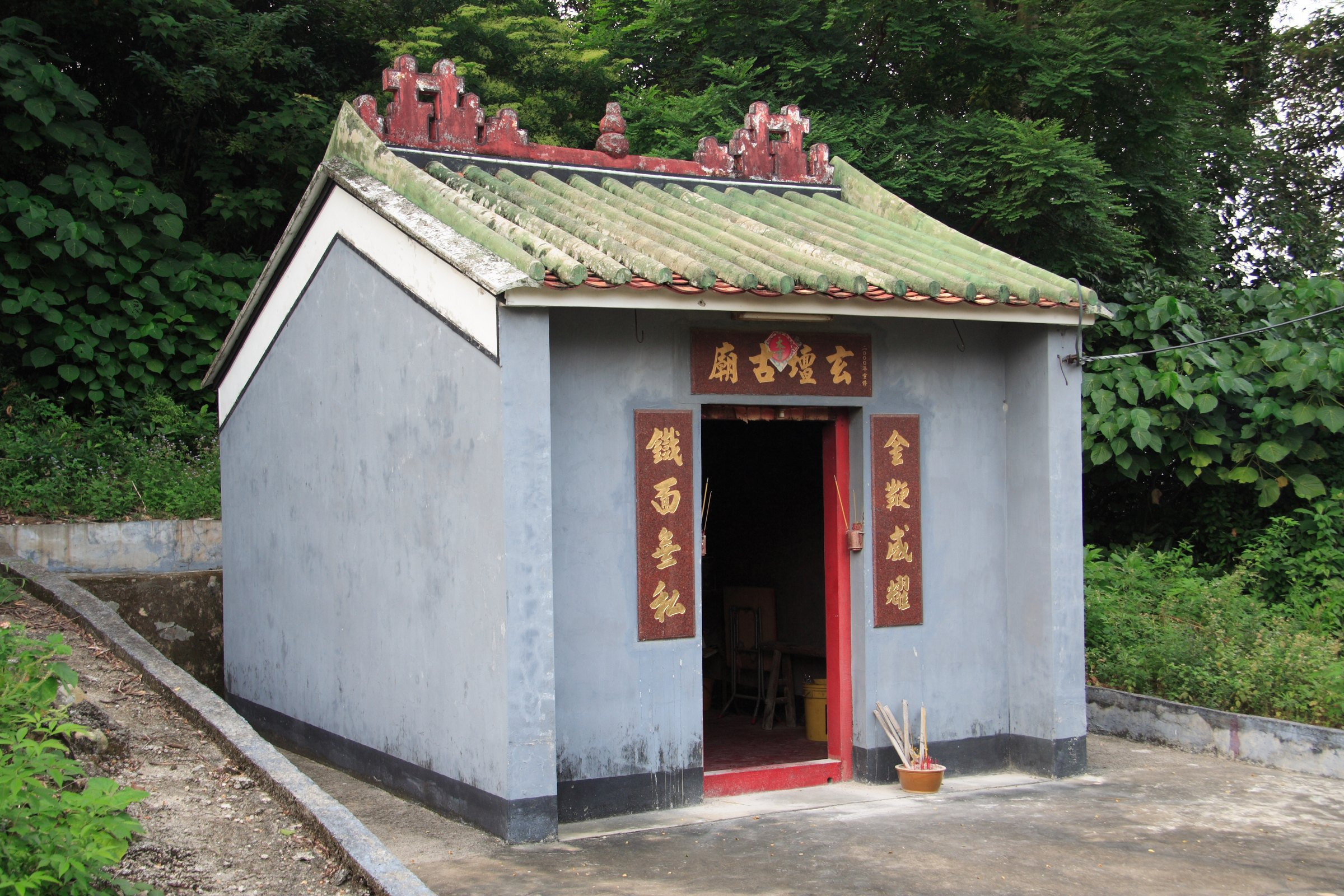
位於香港大嶼山東涌石門甲村圍墻外的玄壇古廟

玄壇（有些地方音轉為寒單）指道教的齋壇，也是護法玄壇真君的簡稱。
說人像「玄壇面口」也就是形容別人嚴肅、「口黑面黑」或板起臉，因為受封為「玄壇真君」的趙公明，形象是黑面濃鬚、粗眉大眼。